# Batería de ion de aluminio
Las baterías de iones de aluminio son una clase de batería recargable en la que los iones de aluminio suministran energía fluyendo desde el electrodo negativo de la batería, el ánodo, hasta el electrodo positivo, el cátodo. Durante la recarga, los iones de aluminio vuelven al electrodo negativo, y pueden intercambiar tres electrones por ion. Esto significa que la inserción de un Al3+
 es equivalente a tres Li+
 iones en cátodos de intercalaciones convencionales. Así, como los iones catódicos de Al3+
 (0.54 A) y Li+
 (0.76 A) son similares, modelos significativamente más altos de electrones de iones Al3+
 pueden ser aceptados por los cátodos sin pulverización. El portador de carga trivalente, Al3+
 es tanto la ventaja como la desventaja de esta batería. Mientras que la transferencia de tres unidades de carga por ion aumenta significativamente la capacidad de almacenamiento de energía, la intercalación electrostática de los materiales huéspedes con un catión trivalente es demasiado fuerte para un comportamiento electroquímico bien definido.
Las baterías recargables de aluminio ofrecen la posibilidad de bajo coste y baja inflamabilidad, junto con las propiedades de triple redox electrónico, lo que da lugar a una alta capacidad.
Se espera que la inercia del aluminio y la facilidad de manejo en un entorno ambiental ofrezca importantes mejores de seguridad para este tipo de baterías. Además, el aluminio posee una capacidad volumétrica mayor que el litio (Li), potasio (K), magnesio (Mg), sodio (Na), calcio (Ca) y zinc (Zn), debido a su alta densidad (2.7 g·cm-3 a 25 °C) y su capacidad de intercambiar tres electrones. Esto significa que la energía almacenada en las baterías de aluminio por volumen es superior a las de las baterías de metal. Por lo tanto, se espera que las baterías de aluminio sean de menor tamaño. Las baterías de iones de litio también tienen un mayor ciclo de carga y descarga. Por lo tanto, las baterías de iones de aluminio tienen el potencial de reemplazar a las baterías de iones de litio.
La batería de ion de aluminio funciona de una manera similar a la de la batería de ion de litio, pero sustituye el ion de litio por el ion de aluminio. Una versión de esta batería fue inventado por investigadores del Laboratorio Nacional de Oak Ridge en Oak Ridge, Tennessee, EE. UU.

## Diseño
Como todas las demás baterías, la estructura básica de las baterías de iones de aluminio incluye dos electrodos conectados por un electrolito, un material conductor iónico (pero no eléctrico) que actúa como medio para el flujo de los portadores de carga. A diferencia de las baterías de iones de litio, donde el ion móvil es Li+
, el aluminio forma un complejo con cloruro en la mayoría de los electrolitos y genera un portador de carga aniónico, generalmente AlCl
4−
 o Al
2Cl
7−
.
La cantidad de energía o potencial que una batería puede liberar depende de factores que incluyen el voltaje, la capacidad y la composición química de la batería. Una batería puede maximizar sus niveles de salida de energía mediante:
- Aumento de la diferencia del potencial químico entre los dos electrodos[6]
- Reducción de la masa de reactivos[6]
- Evitar que el electrolito sea modificado por las reacciones químicas[6]

## Investigación
Varios equipos de investigación están experimentando con aluminio y otros compuestos químicos para producir la batería más eficiente, duradera y segura.

### Laboratorio Nacional Oak Ridge
Alrededor del año 2010 el Laboratorio Nacional Oak Ridge (ORNL) desarrolló y patentó un dispositivo de alta energía específica, produciendo 1060 W·h/kg frente a 406 W·h/kg para baterías de iones de litio. ORNL utilizó un electrolito iónico, en lugar del electrolito acuoso líquido que puede producir hidrógeno gas hidrógeno durante la operación y corroer el ánodo de aluminio.  El electrolito estaba hecho de cloruro de 3-etil-1-metilimidazolio con exceso de tricloruro de aluminio. Sin embargo, los electrolitos iónicos son menos conductores, reduciendo la densidad de potencia. La reducción de la separación ánodo/cátodo puede compensar la conductividad limitada, pero causa calentamiento. ORNL ideó un cátodo hecho de  espinela óxido de manganeso reduciendo aún más la corrosión.

### Universidad de Cornell
En el año 2011 la Universidad de Cornell, un equipo de investigación usó el mismo electrolito que ORNL, pero usó  nanocables de óxido de vanadio para el cátodo. El óxido de vanadio muestra una estructura de cristal abierto, lo que permite una mayor área de superficie para una estructura de aluminio y reduce el trayecto entre el cátodo y el ánodo, maximizando los niveles de salida de energía. El dispositivo produjo una gran tensión de salida durante el funcionamiento. Sin embargo, la batería tenía una bajaeficiencia de Faraday.

### Universidad de Stanford
En abril de 2015 investigadores de la Universidad de Stanford afirmaron haber desarrollado una batería de iones de aluminio con un tiempo de carga de 1 min (para una capacidad de batería no especificada). Ellos afirmaron que su batería no tiene posibilidad de incendiarse, ofreciendo el video de un agujero que se perfora en la batería mientras genera electricidad. Su celda provee cerca de 2 V. Conectar 2 celdas en un circuito en serie proveerá 4 V. El prototipo duró más de 7500 ciclos de carga y descarga sin pérdida de capacidad.
La "batería de iones de aluminio recargable ultrarapida" se compone de un ánodo de aluminio, electrolito líquido, espuma aislante, y un cátodo de grafito. Durante el proceso de carga, los iones {\displaystyle {\ce {AlCl4-}}} se intercalan entre las capas apiladas del grafeno. Durante la descarga, los iones {\displaystyle {\ce {AlCl4-}}} se desintercalan rápidamente a través de las capas apiladas del grafeno. Las características de las baterías de ion aluminio incluyen:
- Carga rápida: un ciclo de descarga de carga puede completarse en un minuto[15]
- Alta durabilidad: la batería de ion de aluminio soporta más de 10 000 ciclos sin pérdida de capacidad[15]
- Alta seguridad: la celda de batería delgada es estable, no tóxica, y flexible. No se incendia aunque esté dañado por la perforación[15]
- Bajo coste: el coste de adquisición de la materia prima es relativamente bajo. Además de alimentar dispositivos electrónicos 3C, las baterías de ion aluminio se pueden utilizar en bicicletas y motocicletas eléctricas, carritos de golf, carretillas elevadoras, turbinas eólicas, celdas solares, etc.[15]

En 2016, el laboratorio probó estas células colaborando con el Instituto de Tecnología Industrial de Taiwán (ITRI) para accionar una motocicleta. Sin embargo, esa versión de la batería tenía un inconveniente importante: implicaba un electrolito caro. En el año 2017, la versión más nueva incluye un electrolito basado en urea y es una 100 veces más barato que el modelo del 2015, con una mayor eficiencia y un tiempo de carga de 45 min. Es la primera vez que se utiliza urea en una batería. La batería muestra ∼99.7 % de eficiencia coulombica y una capacidad de velocidad sustancial, con una capacidad de cátodo de Error al representar (SVG (MathML puede ser habilitado mediante un plugin de navegador): respuesta no válida («Math extension cannot connect to Restbase.») del servidor «http://localhost:6011/es.wikipedia.org/v1/»:): {\displaystyle \ce{73 mAhg^{-1}}}
 a {\displaystyle {\ce {100 mAhg^{-1}}}} (1.4 °C).

### Proyecto ALION
En junio de 2015, un consorcio de fabricantes de materiales y componentes y ensambladores de baterías puso en marcha el proyecto ALION (High Specific Energy Aluminium-Ion Rechargeable Batteries for Decentralized Electricity Generation Sources), como proyecto Horizonte Europeo 2020, dirigido por el instituto de investigación LEITAT. El objetivo del proyecto es desarrollar un prototipo de batería de Al-ion que pueda utilizarse para el almacenamiento de electricidad de fuentes descentralizadas, como las fuentes de energía renovables. En el proyecto se están investigando diversos conceptos de células y baterías, así como materiales electroactivos para lograr una densidad de energía de 400 W·h/kg, una tensión de 48 V y una vida útil de carga y descarga de 3000 ciclos.  
En mayo de 2019, el proyecto llegó a su fin y publicó sus resultados finales. Después de cuatro años, el proyecto demostró que la alta potencia y el rendimiento cíclico de la tecnología de las baterías de iones de aluminio la convertía en una atractiva alternativa a los productos comerciales actuales. Por ejemplo, se comprobó que las baterías de iones de aluminio podían ser un serio candidato para sustituir las baterías de plomo en los sistemas de alimentación ininterrumpida. También encontraron usos en las telecomunicaciones y en aplicaciones fijas para el almacenamiento de energía en la red. La impresión en 3D de los paquetes de baterías permitió desarrollar las células de Al-ion más grandes, con voltajes que van de 6 a 72 V.

### University de Maryland
En el año 2016, el equipo de la Universidad de Maryland reportó una batería recargable de aluminio aluminium/azufre que utilizaba un compuesto de azufre carbono como material de cátodo. La química es capaz de proporcionar una densidad de energía de 1340 W·h/kg en teoría. El equipo hizo un prototipo de célula que demostró una densidad de energía de 800 W·h/kg durante más de 20 ciclos.

### Departamento de Ciencias de Polímeros de la Universidad de Zhejiang
En diciembre de 2017 un equipo, liderado por el profesor Gao Chao, del Departamento de Ciencia e Ingeniería de la Universidad de Zhejiang, anunció el diseño de una batería que utiliza películas de grafeno como cátodo y aluminio metálico como ánodo. 
El diseño 3H3C (TriAlto Tricontinuo) da como resultado un cátodo de película de grafeno con excelentes propiedades electroquímicas. La disposición de los cristales líquidos de grafeno da como resultado una estructura altamente orientada. Un proceso de recocido de alta temperatura bajo presión de gas produce una estructura de grafeno de alta calidad y alta canalización. Este diseño 3H3C crea una batería de aluminio-grafeno (Al-GB) que tiene propiedades impresionantes:
- La batería funciona bien después de un cuarto de millón de ciclos, conservando el 91.7 % de su capacidad original.
- La batería se puede cargar completamente en 1.1 s.
- La batería ensamblada funciona bien en un rango de temperaturas de -40 a 120 °C.
- Ofrece una alta capacidad de corriente (111 mA·h/g 400 mA·h/g según el cátodo).
- Se puede doblar.
- No explota cuando se expone al fuego y los materiales utilizados no son inflamables.

Sin embargo, la batería de iones de aluminio no pueden competir con las baterías de iones de litio de uso común en términos de densidad de energía, o la cantidad de energía que se puede almacenar en una batería en relación con el tamaño, según Gao.

### Universidad de Clemson
En el año 2017, investigadores del Instituto de Nanomateriales de Clemson construyeron un prototipo de batería de iones de aluminio que utilizaba un electrodo de grafito para intercambiar tetracloraluminio (AlCl
4−
).. Su nueva tecnología de baterías utiliza láminas de aluminio y láminas delgadas de grafito llamadas grafito de pocas capas (FLG) como electrodo para almacenar la carga eléctrica de los iones de aluminio presentes en el electrolito. El equipo construyó baterías con ánodos de aluminio, cátodos FLG prístinos o modificados, y un líquido iónico con sal AlCl3 como electrolito. Afirmaron que la batería puede funcionar más de 10 000 ciclos  y que la densidad de energía es de 200 W·h/kg. Su esperanza es hacer baterías de aluminio con mayor energía para finalmente desplazar la tecnología de iones de litio.

## Electroquímica
Semireacción en el ánodo:
{\displaystyle {\ce {{Al}+{7AlCl4^{-}}<=>{4Al2Cl7^{-}}+{3e^{-}}}}}
Semireacción en el cátodo :
{\displaystyle {\ce {{2MnO2}+{Li+}+{e^{-}}<=>{LiMn2O4}}}}
Combinando las semireacciones se obtiene la siguiente reacción:
{\displaystyle {\ce {{Al}+{7AlCl4^{-}}+{6MnO2}+{3Li+}<=>{4Al2Cl7^{-}}+{3LiMn2O4}}}}

## Comparación de iones de litio
Las baterías de iones de aluminio son conceptualmente similares a batería de iones de litio, pero poseen un ánodo de aluminio en lugar de un ánodo de litio. Mientras que la tensión teórica de las baterías de iones de aluminio es inferior a la de las baterías de iones de litio, 2,65 V y 4 V respectivamente, el potencial teórico de potencial de energía de las baterías de iones de aluminio es de 1060 W·h/kg en comparación con el límite de 406 W·h/kg.
Las baterías de iones de litio actuales tienen una alta densidad de energía (descarga rápida) y una alta densidad de energía (mantienen mucha carga). Pero el litio es raro, caro y tóxico. También se pueden desarrollar dendritas, como astillas, que pueden provocar un cortocircuito en una batería y provocar un incendio. El aluminio también transmite energía de manera eficiente. Dentro de una batería, el elemento — litio o aluminio — cede algunos de sus electrones, que fluyen a través de cables externos para alimentar un dispositivo. Debido a su estructura atómica, los iones de litio solo pueden proporcionar un electrón a la vez; el aluminio puede dar tres a la vez. El aluminio es también más abundante que el litio, lo que reduce el costo del material.

## Desafíos
Las baterías de iones de aluminio tienen una vida relativamente corta shelf life. La combinación de calor, tasa de carga y ciclos puede reducir drásticamente la capacidad de energía. Cuando las baterías de iones metálicos están completamente descargadas, ya no se pueden cargar. Los materiales electrolíticos iónicos son caros. Además, los actuales avances sólo son limitados en los laboratorios, donde hay que trabajar mucho más en la ampliación de la producción en entornos comerciales.